# Talhadas
Talhadas é uma povoação portuguesa sede da Freguesia de Talhadas do Município de Sever do Vouga, freguesia com 29,12 km² de área e 1126 habitantes (censo de 2021), tendo, por isso, uma densidade populacional de 38,7 hab./km².

## Demografia
A população registada nos censos foi:
| Distribuição da População por Grupos Etários | Distribuição da População por Grupos Etários | Distribuição da População por Grupos Etários | Distribuição da População por Grupos Etários | Distribuição da População por Grupos Etários |
| -------------------------------------------- | -------------------------------------------- | -------------------------------------------- | -------------------------------------------- | -------------------------------------------- |
| Ano                                          | 0-14 Anos                                    | 15-24 Anos                                   | 25-64 Anos                                   | > 65 Anos                                    |
| 2001                                         | 198                                          | 217                                          | 648                                          | 265                                          |
| 2011                                         | 140                                          | 125                                          | 643                                          | 279                                          |
| 2021                                         | 126                                          | 107                                          | 583                                          | 310                                          |

## Lugares
- Arcas
- Arrota
- Boucinha
- Cortez
- Doninhas
- Ereira
- Frágua
- Lameirinhos
- Macida
- Póvoa
- Quinta da Mata
- Quinta Porto dos Lobos
- Santa Maria
- Seixo
- Silveira
- Talhadas
- Vale do Homem
- Vide
- Vilarinho

## Património
- Monumento megalítico de Chão Redondo 1 e 2
- Anta da Capela dos Mouros
- Troço de Via romana no lugar de Ereira: a estrada romana é visível em vários locais ao longo da freguesia, mas a estrutura mais visível e mais bem conservada situa-se a leste da freguesia, junto à povoação de Ereira no limite com o distrito de Viseu.
- Capelas de Nossa Senhora da Graça, de Santa Maria da Serra (Serra da Santa Maria), Capela de Santa Eufêmia (Vide), Capela de São Geraldo (Silveira), Capela de São Salvador (Ereira).
- Cruzeiros nas traseiras da Igreja, em frente da capela e na entrada a leste
- Casa do Conde de Beirós
- Penedo dos Cucos
- Poço do Carvalhal

## Festas e Romarias

### Silveira
- São Geraldo, cuja solenidade se celebra no segundo fim-de-semana de agosto.

## Equipamentos
- Junta de Freguesia de Talhadas